# Golden Globe 1959
La 16ª edizione della cerimonia di premiazione dei Golden Globe si è tenuta il 5 marzo 1959 al Cocoanut Grove dell'Ambassador Hotel di Los Angeles, California.

## Premi per il cinema
Vengono di seguito indicati in grassetto i vincitori. Ove ricorrente e disponibile, viene indicato il titolo in lingua italiana e quello in lingua originale tra parentesi.

### Miglior film drammatico
- La parete di fango (The Defiant Ones), regia di Stanley Kramer
- La gatta sul tetto che scotta (Cat on a Hot Tin Roof), regia di Richard Brooks
- Non voglio morire (I Want to Live!), regia di Robert Wise
- Pietà per la carne (Home Before Dark), regia di Mervyn LeRoy
- Tavole separate (Separate Tables), regia di Delbert Mann

### Miglior film commedia
- La signora mia zia (Auntie Mame), regia di Morton DaCosta
- In licenza a Parigi (The Perfect Furlough), regia di Blake Edwards
- Indiscreto (Indiscreet), regia di Stanley Donen
- Io e il colonnello (Me and the Colonel), regia di Peter Glenville
- Una strega in paradiso (Bell Book and Candle), regia di Richard Quine

### Miglior film musicale
- Gigi, regia di Vincente Minnelli
- Damn Yankees!, regia di George Abbott e Stanley Donen
- Le meravigliose avventure di Pollicino (Tom Thumb), regia di George Pal
- South Pacific, regia di Joshua Logan

### Miglior film promotore di Amicizia Internazionale
- La locanda della sesta felicità (The Inn of the Sixth Happiness), regia di Mark Robson
- I giovani leoni (The Young Lions), regia di Edward Dmytryk
- Io e il colonnello (Me and the Colonel), regia di Peter Glenville
- La parete di fango (The Defiant Ones), regia di Stanley Kramer
- Tempo di vivere (A Time to Love and a Time to Die), regia di Douglas Sirk

### Miglior regista
- Vincente Minnelli - Gigi
- Richard Brooks - La gatta sul tetto che scotta (Cat on a Hot Tin Roof)
- Stanley Kramer - La parete di fango (The Defiant Ones)
- Delbert Mann - Tavole separate (Separate Tables)
- Robert Wise - Non voglio morire (I Want to Live!)

### Miglior attore in un film drammatico
- David Niven - Tavole separate (Separate Tables)
- Tony Curtis - La parete di fango (The Defiant Ones)
- Robert Donat - La locanda della sesta felicità (The Inn of the Sixth Happiness)
- Sidney Poitier - La parete di fango (The Defiant Ones)
- Spencer Tracy - Il vecchio e il mare (The Old Man and the Sea)

### Migliore attrice in un film drammatico
- Susan Hayward - Non voglio morire (I Want to Live!)
- Ingrid Bergman - La locanda della sesta felicità (The Inn of the Sixth Happiness)
- Deborah Kerr - Tavole separate (Separate Tables)
- Shirley MacLaine - Qualcuno verrà (Some Came Running)
- Jean Simmons - Pietà per la carne (Home Before Dark)

### Miglior attore in un film commedia o musicale
- Danny Kaye - Io e il colonnello (Me and the Colonel)
- Maurice Chevalier - Gigi
- Clark Gable - 10 in amore (Teacher's Pet)
- Cary Grant - Indiscreto (Indiscreet)
- Louis Jourdan - Gigi

### Migliore attrice in un film commedia o musicale
- Rosalind Russell - La signora mia zia (Auntie Mame)
- Ingrid Bergman - Indiscreto (Indiscreet)
- Leslie Caron - Gigi
- Doris Day - Il tunnel dell'amore (The Tunnel of Love)
- Mitzi Gaynor - South Pacific

### Miglior attore non protagonista
- Burl Ives - Il grande paese (The Big Country)
- Harry Guardino - Un marito per Cinzia (Houseboat)
- David Ladd - L'orgoglioso ribelle (The Proud Rebel)
- Gig Young - 10 in amore (Teacher's Pet)
- Efrem Zimbalist Jr. - Pietà per la carne (Home Before Dark)

### Migliore attrice non protagonista
- Hermione Gingold - Gigi
- Peggy Cass - La signora mia zia (Auntie Mame)
- Wendy Hiller - Tavole separate (Separate Tables)
- Maureen Stapleton - Non desiderare la donna d'altri (Lonelyhearts)
- Cara Williams - La parete di fango (The Defiant Ones)

### Migliore attore debuttante
- Bradford Dillman
- John Gavin
- Efrem Zimbalist Jr.
- David Ladd
- Ricky Nelson
- Ray Stricklyn

### Migliore attrice debuttante
- Linda Cristal
- Susan Kohner
- Tina Louise
- Joanna Barnes
- Carol Lynley
- France Nuyen

### Miglior film straniero in lingua inglese
- Titanic, latitudine 41 nord (A Night to Remember), regia di Roy Ward Baker

### Miglior film straniero in lingua straniera
- L'Eau vive, regia di François Villiers (Francia)
- La ragazza Rosemarie (Das Mädchen Rosemarie), regia di Rolf Thiele (Germania Ovest)
- La strada lunga un anno, regia di Giuseppe De Santis (Jugoslavia)

## Premi per la televisione

### Miglior trasmissione televisiva
- Paul Coates - Tonight!
- Red Skelton - The Red Skelton Show
- Ann Sothern - The Ann Sothern Show
- Ed Sullivan - Toast of the Town
- Loretta Young - Letter to Loretta
- William T. Orr (produttore)

## Premi onorari
- Golden Globe alla carriera: Maurice Chevalier
- Golden Globe Speciale
  - David Ladd per il miglior attore più giovane nel film L'orgoglioso ribelle (The Proud Rebel)
  - Shirley MacLaine per l'attrice più versatile
- Henrietta Award
  - Il miglior attore del mondo: Rock Hudson
  - La miglior attrice del mondo: Deborah Kerr
- Samuel Goldwyn International Award: Due occhi e dodici mani (Do Ankhen Barah Haath), regia di Rajaram Vankudre Shantaram (India)